# Stare Davydkovo
Stare Davydkovo (ukrajinsky Старе Давидково, česky Staré Davidkovo, maďarsky Ódávidháza) je sídlo v ivanovecké venkovské komunitě (hromadě), v mukačevském okrese Zakarpatské oblasti Ukrajiny. Leží na pravém břehu řeky Latorice, v blízkosti mezinárodní dálnice M 06 (na úseku Mukačevo-Užhorod, přibližně 5 km západně od Mukačeva).

## Historie
Za rok založení obce je považován rok 1364, který ve svých vědeckých pracích uvádí maďarský profesor László Dező. Část obyvatel obce se později přestěhovala na úrodnější levý břeh a založila zde obec Nove Davydkovo. Jedním z důvodů, které je donutily opustit své rodné domovy (vedle přirozeného nárůstu počtu rodin ve Starém Davydkově spolu s nedostatkem půdy pro jejich obživu), byly časté povodně, které způsobily rozlití Latorice. Koncem 19. století si řeka vyhloubila hluboký kanál v písčité půdě: oba její břehy byly již vysoké až 5 sáhů (10,5 metru). Do Trianonské smlouvy byla obec součástí Uherska, poté pod názvem Staré Davidkovo součástí Československa. V důsledku první vídeňské arbitráže byla v letech 1938 až 1944 součástí Maďarska. Od roku 1945 patříla k Ukrajinské sovětské socialistické republice, která byla součástí SSSR, a nakonec od roku 1991 patří samostatné Ukrajině.

## Osobnosti
- Avigdor Hame'iri (1890-1970), izraelský spisovatel, novinář, básník a dramatik.